# Afstandsmeter

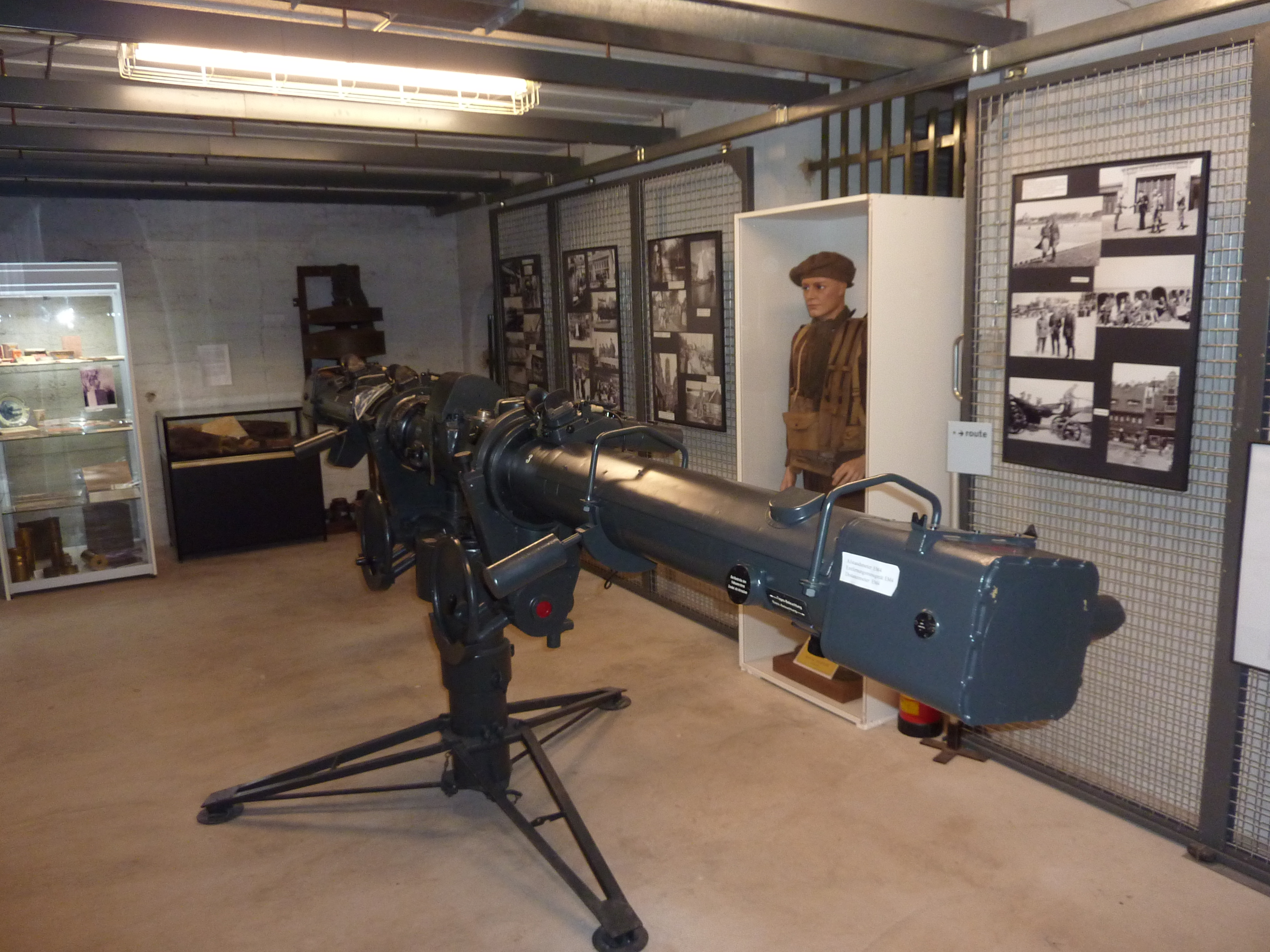
Afstandsmeter in het Atlantikwall Museum Noordwijk

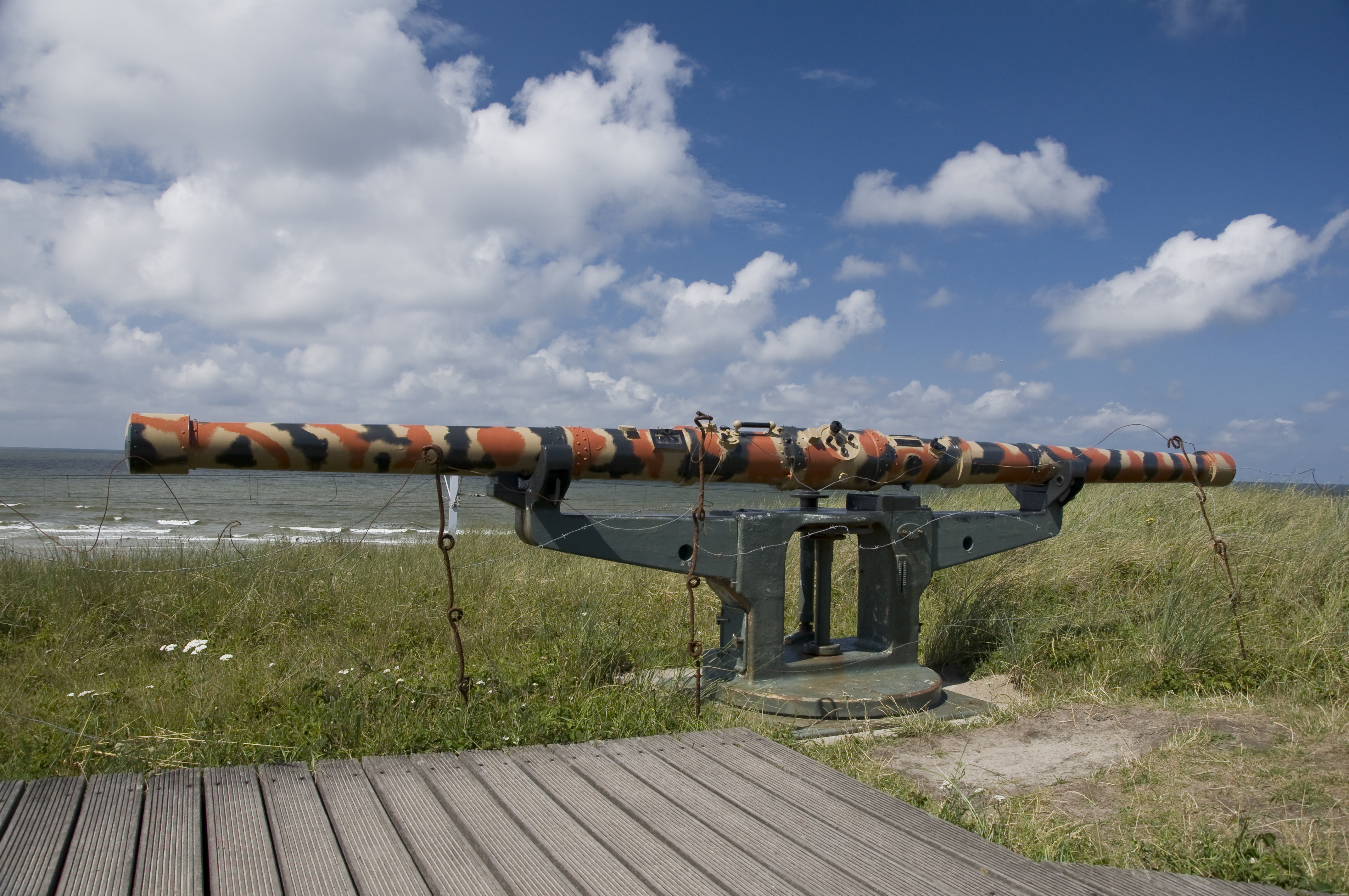
Een afstandsmeter in het Openluchtmuseum Atlantikwall te Raversijde

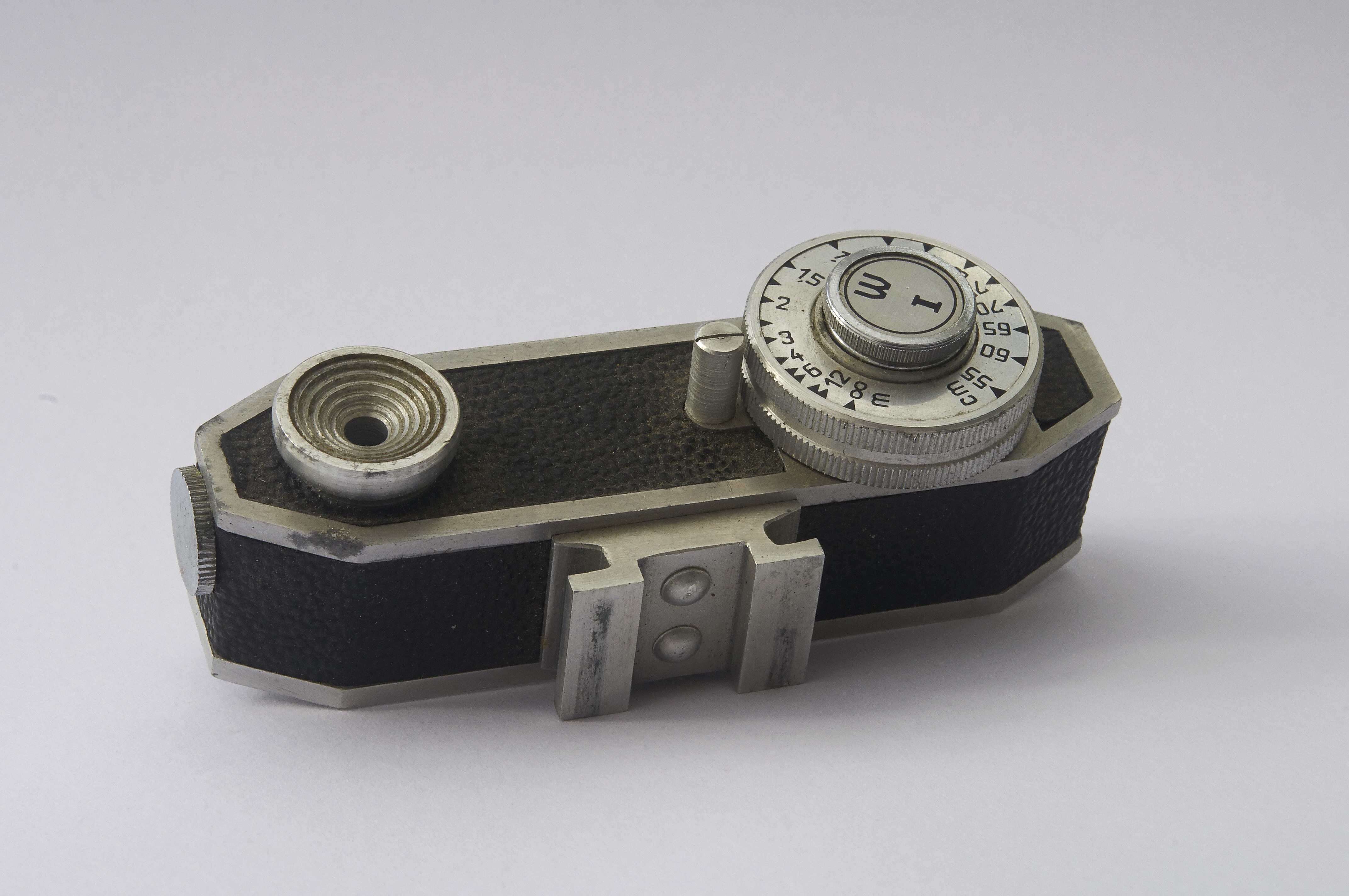
Afstandsmeter voor camera's zonder ingebouwde afstandsmeter

Een afstandsmeter (of rangefinder) is een optisch of elektronisch apparaat of instrument waarmee afstanden gemeten kunnen worden, bijvoorbeeld de afstand van de meter tot een object. Tegenwoordig zijn tevens vrijwel alle automatische digitale fotocamera's uitgerust met een afstandmeter. Het wordt bij fotografie veelvuldig gebruikt om een object snel en accuraat scherp te stellen alvorens een foto te nemen.
Een optische afstandsmeter bestaat uit een draaibare kijker en een prisma die op een nauwkeurig bekende afstand van elkaar op een houder zijn bevestigd. In de kijker is het object zichtbaar door de kijker en door het prisma. Door de kijker te verdraaien kan de waarnemer beide afbeeldingen samen laten vallen. Op dit moment kan op basis van een driehoeksmeting de afstand tot het object op de houder worden afgelezen.
Bij de elektronische afstandmeting wordt gebruikgemaakt van elektromagnetische golven (licht- of radiogolven). Omdat deze golven door een zender constant worden uitgezonden, kunnen de elektromagnetische golven beschouwd worden als een draaggolf. Op deze draaggolf worden met regelmatige tussenpozen signalen ingeprent, waardoor een gemoduleerde golf ontstaat.

## Geschiedenis
De afstandsmeter werd eind 1890 vrijwel tegelijkertijd uitgevonden door William Simms in de Verenigde Staten en in Engeland door Percy Smith. Omdat op slagschepen vanaf het einde van de negentiende eeuw steeds grotere kanonnen werden gebruikt en de granaten daardoor een steeds verdere reikwijdte kregen werd het steeds noodzakelijker om de afstand tot vijandelijke schepen op grotere afstand te kunnen waarnemen. Tot 1890 werd tijdens een duel tussen oorlogsschepen door middel van inslagen van de granaten op het water de afstand tot een vijandelijk schip ingeschat. Als schepen echter ver van elkaar verwijderd waren, werd accuraat schieten steeds moeilijker.
De HMS Dreadnought werd in 1906 gezien als een revolutionair oorlogsschip en bracht een dusdanige revolutie in gang vanwege dat het de bouw van slagschepen vanaf toen volledig veranderde. Oorlogsschepen werden voortaan voorzien van vrijwel enkel grote kanonnen met een veel grotere reikwijdte dan voorheen. HMS Dreadnought was tevens het eerste schip voorzien van de zogeheten Rangefinders, zodat grotere kanonnen ook beter konden worden ingezet.

## Typen afstandsmeters
Het meest voorkomende type is de zogeheten "Stereoscopische" Rangefinder, die als eerste door de Duitsers in hun vuurleidingsposten werd toegepast met behulp van Zeisslenzen tijdens de eerste Wereldoorlog. De "Stereoscopische" Rangefinder werkte met twee lenzen aan beide zijden van een buis zodat men twee geprojecteerde beelden over elkaar kon schuiven en zo de afstand kon bepalen. Hoe langer de buis tussen de twee lenzen, hoe nauwkeuriger secuur de afstand tot een object kon worden bepaald. De meest voorkomende lengte van de buis tussen de lenzen was meestal vanaf circa 210 tot 650 centimeter.
Een minder voorkomend type is de zogeheten "Coincidence" Rangefinder, die bestond uit een monoscopisch beeld, waarbij als het ware twee verrekijkers achter elkaar werden geplaatst, zodat twee helften van objecten boven elkaar konden worden geprojecteerd. Door de twee halve beelden samen tot één geheel te laten vormen kon de afstand tot een object worden bepaald. Deze versie bleek echter veel minder accuraat dan de "Stereoscopische" versie en werd daarom minder toegepast.

## Elektro-optische afstanden
Om het begrip elektro-optische afstanden uit te kunnen leggen vergelijkt men het met de directe manier van lengte meten, dus met behulp van een meetband.
De afstand van punt P naar het punt Q moet gemeten worden en men beschikt over een band van 20 meter. Dan wordt allereerst de nul van de band aangehouden op het beginpunt P. Vervolgens wordt de meetband een geheel aantal malen uitgelegd en tot slot wordt de eindmaat PQ bepaald door de optelling van een restwaarde van de band bij deze waarde.
De lengte van de meetband, in dit geval dus 20 meter, is te vergelijken met de golflengte.

## Draaggolf

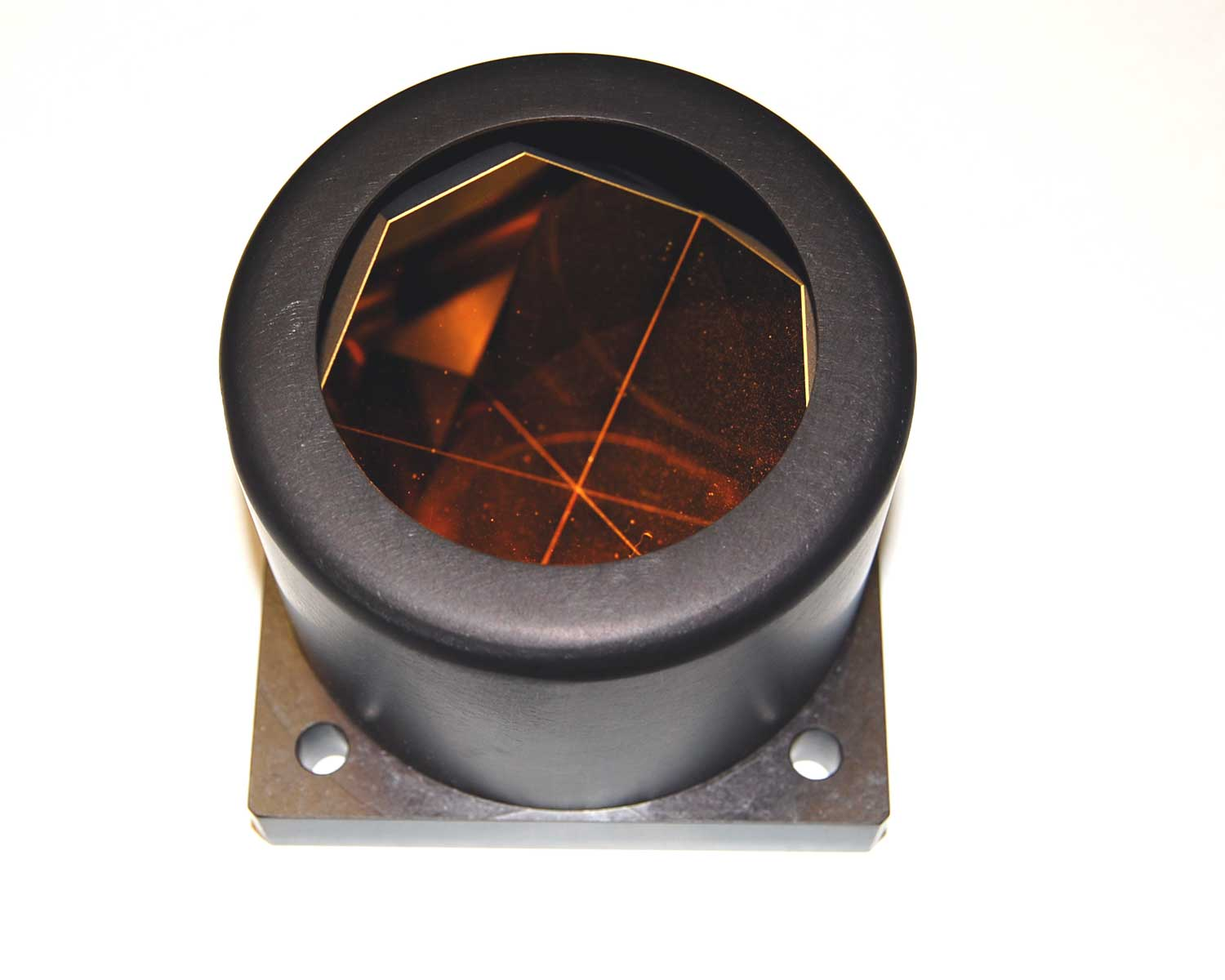
Retroreflecterend prisma

Werd aanvankelijk bij de elektro-optische afstandmeting gebruikgemaakt van radiogolven, tegenwoordig is de draaggolf een lichtgolf, die ligt in het infrarode gedeelte van het spectrum.
Deze gemoduleerde lichtstraal wordt door een zender uitgezonden. Om te voorkomen dat aan het eind van de te meten lijn dan een dure ontvanger geplaatst moet worden wordt daar een prisma geplaatst.
Dit prisma, een retroreflector, heeft de eigenschap de ontvangen lichtstraal evenwijdig aan de richting van binnenkomst terug te sturen. Deze teruggekaatste lichtstraal wordt dan in het instrument ontvangen. Er wordt dus in feite een dubbele afstand doorlopen. Dit houdt dus in dat de gemeten afstand gedeeld moet worden door 2.
Als een lengte elektro-optisch wordt gemeten wordt er een signaal (bestaande uit golven) door de zender uitgezonden naar de ontvanger die dan staat op het eindpunt van de meetlijn. Afhankelijk van de afstand zal er bij de ontvanger een aantal malen een volledige golf en als restwaarde een gedeelte van een golf afgelegd zijn. Deze restwaarde wordt in de elektronica het ‘faseverschil’ genoemd. Een dergelijk faseverschil is elektronisch te meten.
Om nu de afstand te bepalen "telt" het toestel het aantal golven die het uitzendt voordat het weer een signaal terug krijgt. Als het toestel dan het signaal weer terug heeft rekent het volgens de volgende formule de afstand uit;
Afstand = trillingstijd X aantal golven / lichtsnelheid / 2.

## Vier verschillende niveaus
Er kunnen 4 verschillende meetmethoden onderscheiden worden:
1. drie bundels achter elkaar: het toestel zendt drie bundels "sinusgolven" uit. Deze worden weerspiegeld door het prisma. Het toestel vangt die bundels weer op en middelt de tijd dat de bundel over de afstand heeft gedaan. Aan de hand van deze gemiddelde tijd rekent hij de afstand uit.
2. een krachtige bundel: het toestel zendt een lange bundel van een "sinusgolf" uit. Deze wordt door het prisma teruggekaatst naar het toestel. Het toestel rekent dan aan de hand van de tijd de afstand uit.
3. reflectorloos: indien men met een reflectorloos totaalstation werkt, kan ook rechtstreeks naar materialen zoals steen gemeten worden. Het toestel zendt dan enkele bundels achter elkaar uit, als de bundels door elkaar heen gaan, gaat er een signaal terug naar het toestel. Het toestel blijft dit doen totdat er niks meer terugkomt (omdat er geen golven meer door elkaar gaan). Aan de hand van die waarneming berekent het toestel de afstand. Het grote voordeel van reflectorloos meten is dat onbereikbare posities door 1 persoon aangemeten kunnen worden.
4. RedTech techniek: dit gaat volgens dezelfde techniek als reflectorloos meten, het grote verschil is echter dat er gebruik wordt gemaakt van een zeer smalle meetbundel waardoor een zeer nauwkeurige meting uitgevoerd kan worden. Deze nauwkeurigheid komt doordat er minder verstrooiing in de meting voorkomt. Verstrooiing is een verstoring van de meting doordat het toestel iets anders meet dan het punt waarop wordt gericht.